# Переведенцева, Нина Алексеевна
Нина Алексеевна Переведенцева (род. 2 мая 1964), в замужестве Капустина — российская легкоатлетка, специалистка по прыжкам в длину. Выступала на профессиональном уровне в 1990-х годах, чемпионка России в помещении, победительница и призёрка первенств всероссийского значения, участница ряда крупных международных стартов, в том числе чемпионата мира в Афинах. Представляла Республику Татарстан. Мастер спорта России международного класса. Тренер по лёгкой атлетике.

## Биография
Нина Переведенцева родилась 2 мая 1964 года.
Впервые заявила о себе в прыжках в длину в сезоне 1988 года, став пятой на соревнованиях в Вильнюсе.
В 1989 году выиграла серебряные медали на двух турнирах в Сочи, одержала победу на соревнованиях в Волгограде.
В 1996 году завоевала серебряную награду на зимнем чемпионате России в Москве. Попав в состав российской сборной, выступила на чемпионате Европы в помещении в Стокгольме, где в зачёте прыжков в длину стала седьмой. На летнем чемпионате России в Санкт-Петербурге показала четвёртый результат.
В 1997 году одержала победу на зимнем чемпионате России в Волгограде, стала шестой на чемпионате мира в помещении в Париже, второй на Кубке Европы в Мюнхене, тогда как на чемпионате мира в Афинах в финал не вышла.
В 1998 году помимо прочего получила серебро на чемпионате России в Москве, выступила на чемпионате Европы в Будапеште.
В 1999 году выиграла серебряную медаль на зимнем чемпионате России в Москве, закрыла десятку сильнейших на чемпионате мира в помещении в Маэбаси. По окончании сезона завершила спортивную карьеру.
За выдающиеся спортивные достижения удостоена почётного звания «Мастер спорта России международного класса».
Впоследствии вышла замуж за титулованного российского прыгуна Дениса Капустина и взяла фамилию мужа. Проявила себя на тренерском поприще, старший тренер сборной Республики Татарстан по работе с сурдлимпийцами.